# Abvolt
Das Abvolt (abV) ist die Einheit der Potentialdifferenz im elektromagnetischen CGS-Einheitensystem (emE oder EMU).
Eine Potenzialdifferenz von 1 abV treibt einen Strom von einem Abampere durch einen Widerstand von einem Abohm.
Das Abvolt gilt als veraltet und ist in der EU und der Schweiz keine gesetzliche Einheit. Auch die nationale Norm in den Vereinigten Staaten missbilligt die Verwendung des Abvolts und schlägt stattdessen zur Verwendung das Volt vor.

## Geschichte
Als internationale Spannungseinheit war 1881 das Volt eingeführt worden, das als 108 CGS-EMU-Einheiten der Potentialdifferenz definiert wurde. Der Name Abvolt wurde 1903 von Arthur Edwin Kennelly als Kurzbezeichnung für die elektromagnetische CGS-EMU-Einheit der Potentialdifferenz eingeführt.